# Tiago Pereira Cardoso
Tiago Pereira Cardoso (Esch-sur-Alzette, 7 april 2006) is een Luxemburgs voetballer die bij als doelman speelt. Hij speelt bij Borussia Mönchengladbach.

## Clubcarrière
Pereira debuteerde op 1 maart 2025 voor Borussia Mönchengladbach in de Bundesliga tegen Heidenheim. Hij werd de jongste buitenlandse doelman in de Bundesliga.

## Interlandcarrière
Op 9 juni 2023 debuteerde Pereira voor Luxemburg. Hij viel aan de rust in in een vriendschappelijke interland tegen Malta.